# Closterocerus zangwilli
Closterocerus zangwilli är en stekelart som beskrevs av Girault 1913. Closterocerus zangwilli ingår i släktet Closterocerus och familjen finglanssteklar. Inga underarter finns listade i Catalogue of Life.